# Seznam ameriških mineralogov
Seznam ameriških mineralogov.

## D
- James Dwight Dana

## H
- Warren D. Huff

## K
- Al Kidwell

## L
- Henry Carvill Lewis

## S
- Benjamin Silliman